# Fannia nidica
Fannia nidica är en tvåvingeart som beskrevs av Collin 1939. Fannia nidica ingår i släktet Fannia och familjen takdansflugor. Arten har ej påträffats i Sverige. Inga underarter finns listade i Catalogue of Life.